# Foetidia pterocarpa
Foetidia pterocarpa är en tvåhjärtbladig växtart som beskrevs av Jean Marie Bosser. Foetidia pterocarpa ingår i släktet Foetidia och familjen Lecythidaceae. Inga underarter finns listade i Catalogue of Life.